# Solkau
Solkau ist ein Ortsteil der Gemeinde Schnega im Landkreis Lüchow-Dannenberg in Niedersachsen.
Das Dorf, zu dem das südlich gelegene Loitze gehört, liegt nordwestlich des Kernbereichs von Schnega und südlich der B 71. Südöstlich vom Ort, entlang des Schnegaer Mühlengrabens, erstreckt sich das 480 ha große Naturschutzgebiet Schnegaer Mühlenbachtal.
Nördlich von Solkau liegen die 116 Meter hohen Fuchsberge.

## Geschichte
Am 1. Juli 1972 wurde Solkau in die Gemeinde Schnega eingegliedert.